# France Oblak
France Oblak, slovenski pravnik, pisatelj in publicist, *  21. marec 1845, Slap ob Idrijci, † (?, po 1917).
France Oblak, rojen na Slapu v župniji Št. Viška gora (zdaj Dolenja Trebuša) je verjetno umrl kot begunec med svetovno vojno v Avstriji.
Gimnazijo je obiskoval v Gorici (1859 - 1866), bil po maturi 2 leti domači učitelj v Ljubljani, odšel 1868 v Gradec, kjer je študiral pravo na univerzi in poljedelstvo na tehniki. Leta 1870 je nastopil službo v Lavričevi odvetniško pisarni v Gorici, napravil 1871 drugi državni izpit, pozneje tudi doktoriral, služil pri dveh italijanskih goriških odvetnikih in se nazadnje zaposlil na goriškem sodišču. Leta 1876 je prišel na sodišče v Cerkno, pozneje v Buje in vsaj že od 1902 živel v Gorici kjer se je tudi upokojil.
Oblaka je k narodnemu delu  pripeljalo znanstvo z Lavričem in z Valeltinom Luznikom, prvim tajnikom tolminske čitalnice. V Ljubljani se je udeleževal društvenega življenja v čitalnici in pri Sokolu, bil je tudi med udeleženci in organizatorji tamkajšnih dijaških shodov (1868, 1869) in na drugem shodu utemeljeval potrebo po slovenski univerzi. Že iz Ljubljane je dopisoval v Sočo s poljudnimi članki iz prava, kasneje pa tudi z nedokončano zbirko povesti Deset božjih zapovedij v pravljicah (1887–1888).